# Liste der Einträge im National Register of Historic Places im Lincoln County (Colorado)

Lage des Lincoln County in Colorado

Die Liste der Einträge im National Register of Historic Places im Lincoln County in Colorado führt die Bauwerke und historischen Stätten im Lincoln County auf, die in das National Register of Historic Places aufgenommen wurden.
Legende
| NRHP | Historic Place             |
| HD   | Historic District          |
| NHL  | National Historic Landmark |

| [ 2 ] | Name                 | Bild                 | Eintragsdatum                 | Lage                                                               | Ort   | Beschreibung                      |
| ----- | -------------------- | -------------------- | ----------------------------- | ------------------------------------------------------------------ | ----- | --------------------------------- |
| 1     | Limon Railroad Depot | Limon Railroad Depot | 20. Feb. 2003 ID-Nr. 03000038 | 897 1st St. 39° 15′ 37″ N, 103° 41′ 14″ W                          | Limon |                                   |
| 2     | Hugo Municipal Pool  | Hugo Municipal Pool  | 24. Juli 2008 ID-Nr. 08000692 | Kreuzung der US 287 und 6th Avenue 39° 8′ 0,4″ N, 103° 27′ 56,9″ W | Hugo  | entstanden im Rahmen des New Deal |